# Ausejo de la Sierra
Ausejo de la Sierra est une commune espagnole de la province de Soria en Castille-et-León.